# Michio Mamiya
Michio Mamiya (間宮芳生, Mamiya Michio), né le 29 juin 1929 à Asahikawa (Hokkaidō) et mort le 11 décembre 2024, est un compositeur japonais.

## Biographie
Durant les années de 1947 à 1952, Michio Mamiya est un élève de Tomojirō Ikenouchi. Ses compositions s'appuient sur la musique folklorique, sur la musique africaine et le jazz. Ses œuvres comprennent des pièces dramatiques, chœur et orchestre, de la musique de chambre et des musiques de films.

## Compositions

### Pour orchestre
- 1959 Concerto, pour violon et orchestre
- 1963 Composition pour chœur no 4 « Children's Field », pour chœur d'enfants et orchestre
- 1965 Deux Tableaux, pour orchestre
- 1970 Concerto per pianoforte no 2
  1. Molto lento - Vivace - Lento
  2. Allegretto
- 1971 Concerto, pour orchestre
- 1975 Concerto, pour violoncelle et orchestre
- 1978 Concerto, pour orchestre
- 1985 Tableau pour Orchestre '85
- Chasse au tigre en Inde
- Concerto  no 3, pour piano et orchestre
- Le joyeux cocher
- Mates of the Earth

### Pour orchestre d'harmonie
- 1986 Overture for Band
- March: Glory Of Catalonia
- Troisième mouvement de Composition pour chœur no 7 « Manmosu no haka »

### Pour chœur
- 1962 Composition pour chœur II pour chœur mixte
- 1963 Children's Field
- 1963 Composition pour chœur d'hommes no 6
- 1972 Mammoth Cemetery pour chœur de femmes
- 1974 Karasu Kanemon Kanzaburo Chanson des régions Hiroshima pour chœurs d'enfants
- 1978 Até netsik pour chœur de femmes - textes de Clive W. Nichol
- 1981 Composition pour chœur no 10
- 1983-1999 Études pour chœur
  1. Étude I
  2. Étude II
  3. Étude III
  4. Étude IV
  5. Étude V
  6. Étude VI furyu
  7. Étude VII rhythm et shōga
  8. Étude VIII harmonie
- 1984 Composition pour chœur no 11 pour chœur mixte
- 1986 Composition pour chœur no 12
- 1988 Motet Vernale
- 1993 Composition pour chœur no 13
- 1994-1995 Kigi no uta (« Chanson des arbres ») composé avec Olli Kortekangas (fi), pour chœur d'enfants, percussions sur des textes de Hajime Kijima et Samuli Paulaharju (fi)
- 1994 Composition pour chœur no 1 chœur de femmes
  1. Shingon
  2. Kanjô
  3. Kassatzu
- 1994 Composition pour chœur no 15
- 2004 Composition pour chœur no 16 pour chœur mixte
- 5 Children's songs pour chœur d'enfants ou de femmes
- Chiran-Bushi
- Compositions pour chœur I
- Composition pour chœur no 3
- Otedama-Uta pour chœur d'enfants
- Sakura, Sakura
- Shishimai chant de la préfecture de Yamanashi
- Toryanse
- Yamanakabushi

### Musique de chambre
- 1958 Sonate, pour deux violons et piano
- 1962 Trois mouvements, pour quintette à vent
- 1963 Quatuor à cordes no 1
- 1966 Sonate pour violon, piano, percussions et contrebasse
- 1968 Sonate pour violon solo
- 1968-1969 Sonate, pour violoncelle solo
- 1970 Sonate pour violoncelle solo
- 1971 Sérénade pour soprano, deux violons, alto, violoncelle et piano
- 1972 Six chansons folkloriques japonaises pour violoncelle et piano
- 1974 Hommage à Chestnut Hill pour violon, violoncelle et piano
- 1977 Trio pour piano pour piano, violon et violoncelle (composé à la demande du festival de musique de chambre de Kuhmo en Finlande), donné en première le 3 août 1977
- 1980 Quatuor à cordes no 2
- 1983 Quintette à cordes
- 1987 Gen-Ya, pour violon et piano
- 2001 Sérénade no 3 « Germe » soprano, deux violons, alto, deux violoncelles et percussions, sur des textes de Walt Whitman et Kijima Hajime
- 5 chansons populaires finnoises
  1. Miero vuotti uutta kuuta
  2. Joiku of reindeer for winter
  3. The day of Deer dance
- Postzegel pour chanteuse ou chanteur, deux flûtes à bec et luth
- Concerto pour 9 musiciens pour petit ensemble
- Recueil de chansons folkloriques japonaises pour soprano ou baryton et piano
- Lullaby - Wavvuuvuumira pour soprano et piano
- Nihon no Uta pour soprano ou baryton et piano

### Pour piano
- 1952 Trois mouvements pour deux pianos
- 1972 Trois préludes pour piano
- 1973 Deuxième sonate pour piano
- 1977-1984 Six préludes
- 1987 Sonate no 3, « Printemps »
- 3 Inventions pour piano
- A crisscross bustling dialogue
- Concerto no 3 pour deux pianos
- Sonate no 1
- Sonate no 2
- Differencias pour piano

### Pour le théâtre
- 1959 Mukashibanashi hitokai Tarobei (Tarobei les commerçants esclave), Radio opéra, pièce en un acte - Livret d'Ichiro Wakabayashi
- 1963 Gion-Festival, Ballet
- 1965 Nihonzaru Sukitoorime (Le singe peintre), Radio opéra, pièce en un acte- Livret de Hajime Kijima
- 1974 Naru-Kami, opéra télévisé en un acte (diffusé en 1974 avec le Grand Prix du concours de composition de Salzbourg)
- 1990 Yonaga-hime to Mimio (Yonaga-hime et Mimio), Opéra en un acte
- 1991 Chisaki Mono no Uta-monogatari : Tobikura Giga-kan, conte musical pour enfants Kyogen acteur, shōmyō  (chants bouddhistes), chœur d'enfants, 3 flûtes, biwa et 4 percussionnistes
- 1992 The Path of the White Wind pour 2 acteurs nō et 3 percussionnistes
- 1999 Sugaebon Oku-jooruri, ballade dramatique d'après le livre de Sugae, pour chanteur, instruments japonais et percussion, en 3 parties

### Pour ensemble de percussions
- Chojugiga pour percussion et contrebasse

### Pour instruments traditionnels japonais
- 1957 Musique pour 3 kotos
- 1957 Musique pour 4 kotos
- 1988 Kio, Ode au poète japonais Kio Kuroda, pour violoncelle et shakuhachi (instrument japonais traditionnel = flûte de bambou)
- Quatuor pour shakuhachi, chant et 2 kotos

## Filmographie
- 1988 : Le Tombeau des lucioles
- 1982 : Goshu le violoncelliste
- 1971 : En toiu onna
- 1968 : Horus, prince du Soleil